# Festivali novog cirkusa u Hrvatskoj
Novi cirkus kao dramaturški pojam u Hrvatskoj je prvi put predstavljen na Eurokazu. Tragom tog predstavljanja iniciran je istoimeni festival Festival Novog Cirkusa, koji se održavao tijekom studenog u Zagrebu od 2005. godine i pod vodstvom Ivana Kralja. Naglasak festivala je na suvremenoj dramaturškoj uporabi cirkuskih tehnika (žongliranje, akrobatika, klauniranje...) u kontekstu kazališta, te uz međunarodne predstavlja i domaće produkcije.

## Novi cirkus u Hrvatskoj
U Zagrebu djeluje kolektiv Cirkorama  koji se bavi promicanjem cirkuske umjetnosti kroz edukacije, predstave, performanse, ulične akcije i različita događanja. Njegovi osnivači su među prvima, kao dio neformalne skupine Nova loža lude mame Autonomnog kulturnog centra Attack!, doveli žongliranje i hodanje na štulama na ulice hrvatskih gradova. Nakon žongliranja i štula uslijedile su akrobacije na svili, trapezu, ringu, partner akrobacije, klaun tehnika kao i razni projekti koji promoviraju i razvijaju suvremeni cirkus: Laboratorij cirkuske umjetnosti, Traži se cirkus!, Program udruge Cirkorama, Šareno kretanje klauna, Vol UP (u partnerstvu s Crvenim križom) kao i projekti međunarodne suradnje: Cirkobalkana, Cirkobalkana platforma, Circus pedagogy for youth workers.
Cirkobalkana festival organizira se od 2013. godine kao program u Zagrebu i Beogradu. Zatim Periskop Festival suvremenog plesa i pokreta u Rijeci uključuje u program nove cirkuske prakse.
Od 2020. godine u Splitu se organizira Festival neobičnih obitelji - festival suvremenog cirkusa kojeg organizira udruga ROOM 100. Naziv referira na: "kreativnu i složenu zajednicu cirkuskih umjetnika i njihove publike. Suvremena cirkuska umjetnost je puno više od same umjetničke forme. Specifični zahtjevi za fizičkom spremom, karakter interdisciplinarnosti između izvedbene i konceptualne umjetnosti, kao i uvjeti produkcije, često obilježavaju, ne samo rad, nego i život cirkuskih umjetnika."

## Vanjske poveznice
- Peculiar Families Festival - Festival neobičnih obitelji